# Chorosjovo
Chorosjovo (Russisch: Хорошёво ) is een station aan de tweede ringlijn in de Russische hoofdstad Moskou. Het station is gebouwd om een "aansluiting" van de tweede ringlijn te creëren met het 400 meter oostelijker gelegen metrostation Polezjajevskaja. Dit metrostation zal in de toekomst ook als splitsing fungeren voor de zijtak van de buiten ringlijn van de metro en de overstap van die buiten ringlijn op lijn 7. Het station ligt op een viaduct over de Chorosovskoje Sjosse en heeft twee perrons, waarvan één eilandperron, met drie perronssporen.